# Banias (ville)
Pour l’article homonyme, voir Banias.
Banias (en arabe : بانياس / bāniyās) est une ville portuaire de Syrie, située sur la mer Méditerranée, entre Lattaquié et Tartous. Elle est parfois nommée Baniyas du nord pour la distinguer de Panéas, la Baniyas du sud.
La ville occupe le site de l'antique Balanée (en latin : Balanæa ou Balanea), déjà connue comme port du temps des Phéniciens. Il y avait quelques pêcheurs dans les années 1980. Une grande marina de plaisance s'y trouve actuellement.
La région était connue pour ses vergers de citronniers, désormais largement transformés en cultures sous serre.

## Histoire
Les origines de la ville remontent à l'époque phénicienne. Elle est appelée Balanæa ou Balanea par Pline l'Ancien ou Leucas.
Les Croisés s'y établirent en 1098 et la nommèrent Valénie, on trouve parfois Balanée, c’était une ville fortifiée. Elle appartenait à la principauté d'Antioche et le ruisseau qui passe au sud la séparait du comté de Tripoli. Ils construisent alors la forteresse du Margat.
La famille qui la possédait la céda aux Hospitaliers avec le château de Margat en 1186. Deux ans après Saladin ne parvint à prendre ni la Valénie, ni le Margat. Un mur allait de Margat à la côte pour rejoindre le lieu-dit « la tour du Garçon ». Ce bastion au bord du rivage faisait fonction de poste de douane entre les deux principautés croisées. À la fin du siècle, l'évêque de Baniays déplaça sa résidence à l'intérieur du Margat.
En 1285, Margat tomba aux mains du sultan mamelouk bahrite Qala'ûn. Baniyas, et ne fut plus qu'un village. En 1864, des voyageurs purent encore voir quelques restes de Valénie, mais depuis les pierres ont servi à des constructions nouvelles et Valénie a disparu totalement.
En 1981 fut inaugurée la raffinerie de pétrole de Banias, construite par la société roumaine Industrial export. Elle devait permettre l'exportation du pétrole irakien vers la mer Méditerranée. Ces installations sont situées au nord de la ville en direction de Lattaquié. Une centrale électrique thermique se trouve au sud en direction de Tartous.
L'invasion du Koweït par l'Irak en août 1990, la prise de position de la Syrie contre l'Irak, ont entraîné la fermeture des oléoducs par les Irakiens. Le port de Baniyas a perdu de son importance en n'exportant plus que le pétrole syrien. Cette situation a continué après l'invasion de l'Irak par la coalition autour des États-Unis en 2001.
Le port a repris de l'activité depuis que les oléoducs venant d'Irak ont été remis en service malgré de nombreux sabotages.
Banias a une importance économique vitale pour le pays, puisqu'il s'agit d'un des trois terminaux d'exportation du pétrole de l'est du pays avec Lattaquié et Tartous et dont la gestion relève de la Syrian Company for Oil Transport.

### Printemps arabe et guerre civile
En 2011, dans la cadre des Printemps arabes et de la révolution syrienne, des manifestations se déroulent à Banias. Comme à Deraa et Alep, les manifestants ouvrent le feu contre les forces de sécurité. Le régime riposte en tirant à vue sur tout groupe de manifestants. Des tueries sont perpétrées à Banias et à Rastane contre des civiles sunnites[source insuffisante]. La ville passe aux mains des opposants à Assad. Elle est encerclée du 7 au 14 mai 2011 par les forces du régime lors du Siège de Banias, et repasse sous contrôle gouvernemental. 
En mai 2013, le régime y commet des tueries : au moins 81 personnes et probablement plus d'une centaine, y sont sommairement exécutées, essentiellement à l'arme blanche, lors du massacre d'Al-Bayda et Banias,.